# Experimento de Sherif
Los experimentos llevados a cabo por Muzafer Sherif (1935) tratan de los efectos de los juicios de los otros en grupo sobre los juicios y opiniones de cada individuo. Esto es, de la influencia del grupo sobre el pensamiento del sujeto individual (Willem Doise).
Tuvieron como fin el estudio de la Normalización como forma de influencia psicológico-social.

## Modalidades
Como puntualizan Moscovici y Faucheux (1972), el proceso de influencia puede manifestarse según tres modalidades principales:
- Conformidad: Esta modalidad se caracteriza por la existencia de una norma dominante y por el hecho de que los individuos aceptan el sistema de comportamiento privilegiado por esa norma. Esta modalidad de influencia se refiere a situaciones en las que ya existe una norma.

- Innovación: En esta modalidad la influencia es ejercida por una minoría en principio desprovista de todo poder, pero con un estilo de comportamiento coherente (firme y resuelto), que con el tiempo puede cambiar, por su conducta, el comportamiento de la mayoría, reemplazándolo por su propio modelo.

- Normalización: La modalidad estudiada en los experimentos de Sherif, donde se remite a situaciones en las cuales no existe una norma previa y donde los sujetos dudan en cuanto a las respuestas que han de dar. Los sujetos, al ejercer unos sobre otros una influencia recíproca, convergen hacia la norma común.

## Desarrollo
Fue diseñado para medir hasta qué punto un participante, al pedírsele que resolviera la ubicación de un punto luminoso en un espacio, encontraría una respuesta personal, que sostendría en el tiempo.
Luego la modificaría cuando tuviese que realizar la misma tarea con otros participantes; juntos pero no revueltos llegarían a un consenso.
Lo más interesante es que luego, al volver a colocar al sujeto en soledad, y repetir la experimentación, éste mantenía constancia con la ubicación consensuada por el grupo, aunque hubiese sido diferente a su primera apreciación individual.
El experimento demuestra no sólo que el sujeto individual está más dispuesto a modificar sus percepciones bajo la influencia de un grupo, sino también que tenderá a mantener una diferencia entre su percepción individual inicial que tenderá más hacia la percepción grupal, aún separado de la influencia del grupo.

## Fuera del ámbito del laboratorio
La situación experimental diseñada por Sherif pone a los sujetos en una situación mínima en que el compromiso personal es muy débil y que no tiene el carácter de urgencia de ciertas situaciones que encontramos en la vida real. Los sujetos no se conocen entre sí antes de ser reunidos en grupo, lo que permite una igualdad funcional, ya que en esta tarea todos tienen igual peso a la hora de establecer una decisión. Sin embargo, en la vida real median otros factores, como las relaciones previas de amistad, el estatus o el prestigio, e incluso posiciones ideológicas, que pueden afectar, modular e incluso eliminar la convergencia en la opinión de los sujetos, cada sujeto piensa, actúa de una manera que le agrade a los demás siempre y cuando busque "encajar" y no ser rechazado.